# گلیسئولین III
گلیسئولین III (به انگلیسی: Glyceollin III) با فرمول شیمیایی C۲۰H۱۸O۵ یک ترکیب شیمیایی با شناسه پاب‌کم ۱۱۹۵۴۱۹۳ است. که جرم مولی آن ۳۳۸٫۳۵ g/mol می‌باشد. 